# If a Song Could Get Me You
«If a Song Could Get Me You» (укр. «Якби пісня допомогла мені добитися тебе») — сингл норвезької співачки Маріт Ларсен. Це перший міжнародний сингл виконавиці, випущений в Норвегії, Ісландії, Німеччині, Швейцарії та Австрії.

## Зміст
Пісня присвячена розірваним стосункам. Лірична героїня стверджує, що зробила б все можливе й неможливе, щоб повернути свого коханого. Вона зіграла б для нього «рок-н-рол та вальс», «проковтнула б Місяць», якби тільки пісня допомогла їй добитися його.

## Чарти
| Чарт (2008—2009)          | Позиція |
| ------------------------- | ------- |
| Норвезький чарт синглів   | 1       |
| Німецький чарт синглів    | 1       |
| Австрійський чарт синглів | 1       |
| Швейцарський чарт синглів | 2       |
| European Hot 100          | 5       |
| Ісландський чарт синглів  | 19      |
| Бразильський чарт синглів | 71      |

Наприкінці року
| Чарт (2009)                 | Позиція |
| --------------------------- | ------- |
| Австралійський чарт синглів | 6       |
| European Hot 100            | 30      |
| Німецький чарт синглів      | 11      |
| Швейцарський чарт синглів   | 19      |

## Сертифікації
| Країна                                            | Сертифікації | Продажі  |
| ------------------------------------------------- | ------------ | -------- |
| Австрія (IFPI Austria)                            | Золото       | 15,000*  |
| Німеччина (BVMI)                                  | Платина      | 300,000^ |
| Швейцарія (IFPI Switzerland)                      | Платина      | 30,000^  |
| ^дані про партії засновані тільки на сертифікації |              |          |